# Luiz Alberto Figueiredo
Luiz Alberto Figueiredo Machado (Rio de Janeiro, 17 de julho de 1955) é um diplomata e advogado brasileiro, atual Embaixador Extraordinário para a Mudança do Clima do Brasil desde fevereiro de 2023. Foi ministro das Relações Exteriores entre 2013 e 2014, durante o governo de Dilma Rousseff.
Em janeiro de 2013, foi nomeado Representante Permanente do Brasil nas Nações Unidas, cargo que ocupou até sua nomeação como ministro em agosto do mesmo ano. Após deixar o ministério, atou como embaixador do Brasil nos Estados Unidos (2015-2016),  em Portugal (2016-2019) e no Catar (2019-2023).
Em 18 de novembro de 2019, foi agraciado com o grau de Grã-Cruz da Ordem do Infante D. Henrique, de Portugal.

## Vida profissional
Formou-se em direito pela Universidade do Estado do Rio de Janeiro (UERJ) em 1977, graduando-se pelo Instituto Rio Branco (IRBr) dois anos depois. Dono de uma história de forte superação pessoal, deixou para trás quase toda a gagueira da infância.
Desde 1981, integrou e chefiou delegações brasileiras em diversas reuniões multilaterais sobre temas como meio ambiente, desenvolvimento sustentável, desarmamento e segurança internacional, direito do mar, Antártica, espaço exterior, saúde e trabalho. Apelidado pelos colegas de "Fig", atuou, por muitos anos, como negociador-chefe brasileiro em conferências internacionais sobre temas ambientais, especialmente as dedicadas à mudança do clima e à biodiversidade.

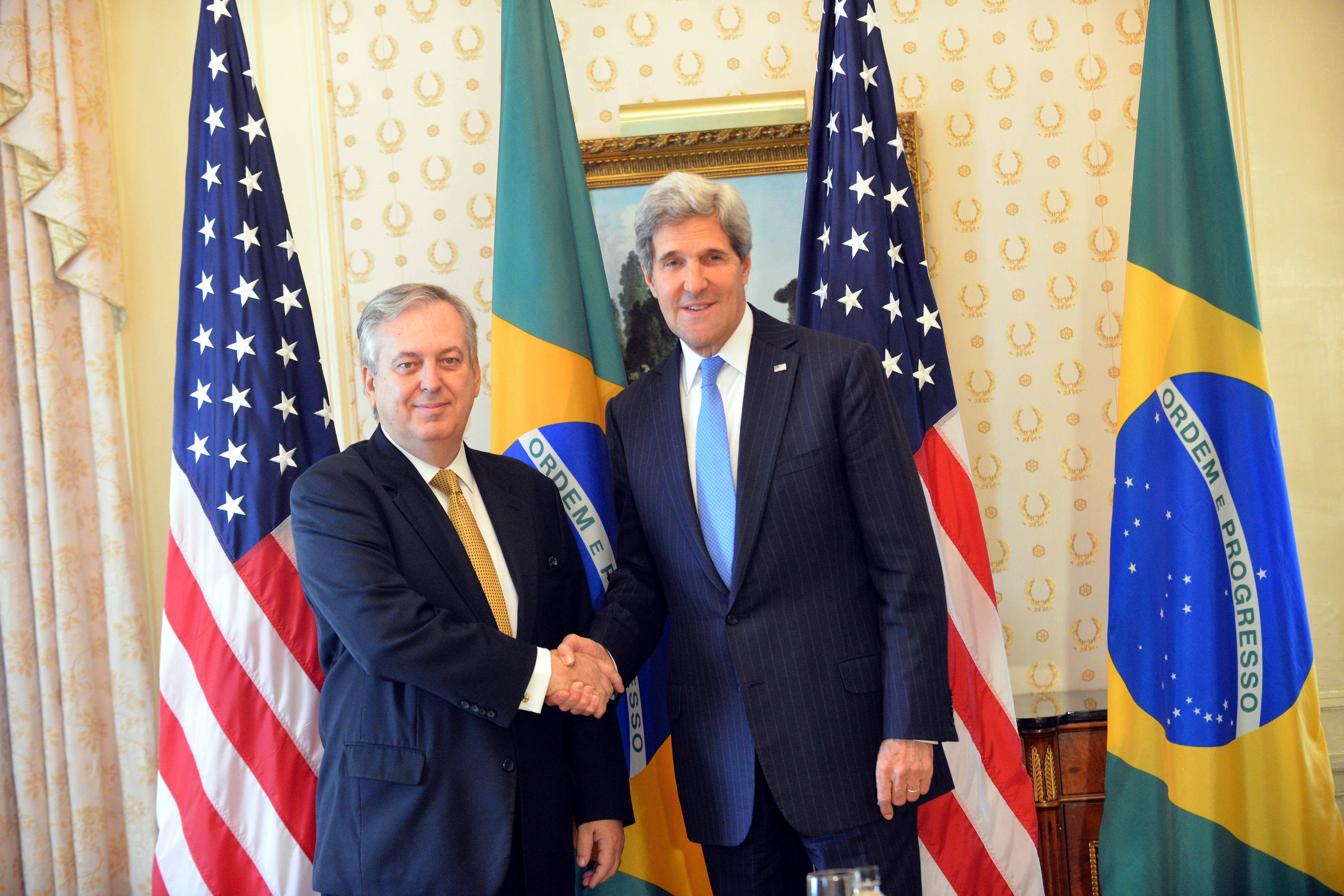
O secretário de Estado dos EUA, John Kerry, se reúne com o ministro das Relações Exteriores do Brasil, Luiz Alberto Figueiredo, na cidade de Nova York em 27 de setembro de 2013.

Figueiredo serviu na missão do Brasil junto às Nações Unidas, de 1986 a 1989, na embaixada em Santiago, de 1989 a 1992, na embaixada em Washington, de 1996 a 1999, na embaixada em Ottawa, de 1999 a 2002, e na missão do Brasil junto à UNESCO, de 2003 a 2005.
Entre 2011 e 2013 exerceu o cargo de subsecretário-geral de meio ambiente, energia, ciência e tecnologia. Entre 2005 e 2011, atuou como diretor do Departamento de Meio Ambiente e Temas Especiais, bem como chefiou a Divisão de Política Ambiental e Desenvolvimento Sustentável, de 2002 a 2004 e a Divisão do Mar, Antártica e Espaço, de 1995 a 1996.
Indicado por Dilma Rousseff, atuou como representante permanente do Brasil junto à Organização das Nações Unidas (ONU) de junho a agosto de 2013.

### Ministro das Relações Exteriores
Após a demissão do Ministro das Relações Exteriores, Antonio Patriota, que se envolveu em um conflito diplomático com a Bolívia. O Palácio do Planalto anunciou como novo ministro Luiz Alberto Figueiredo, então embaixador do Brasil na Organização das Nações Unidas (ONU). Patriota passará a ser o novo representante do Brasil nas Nações Unidas.

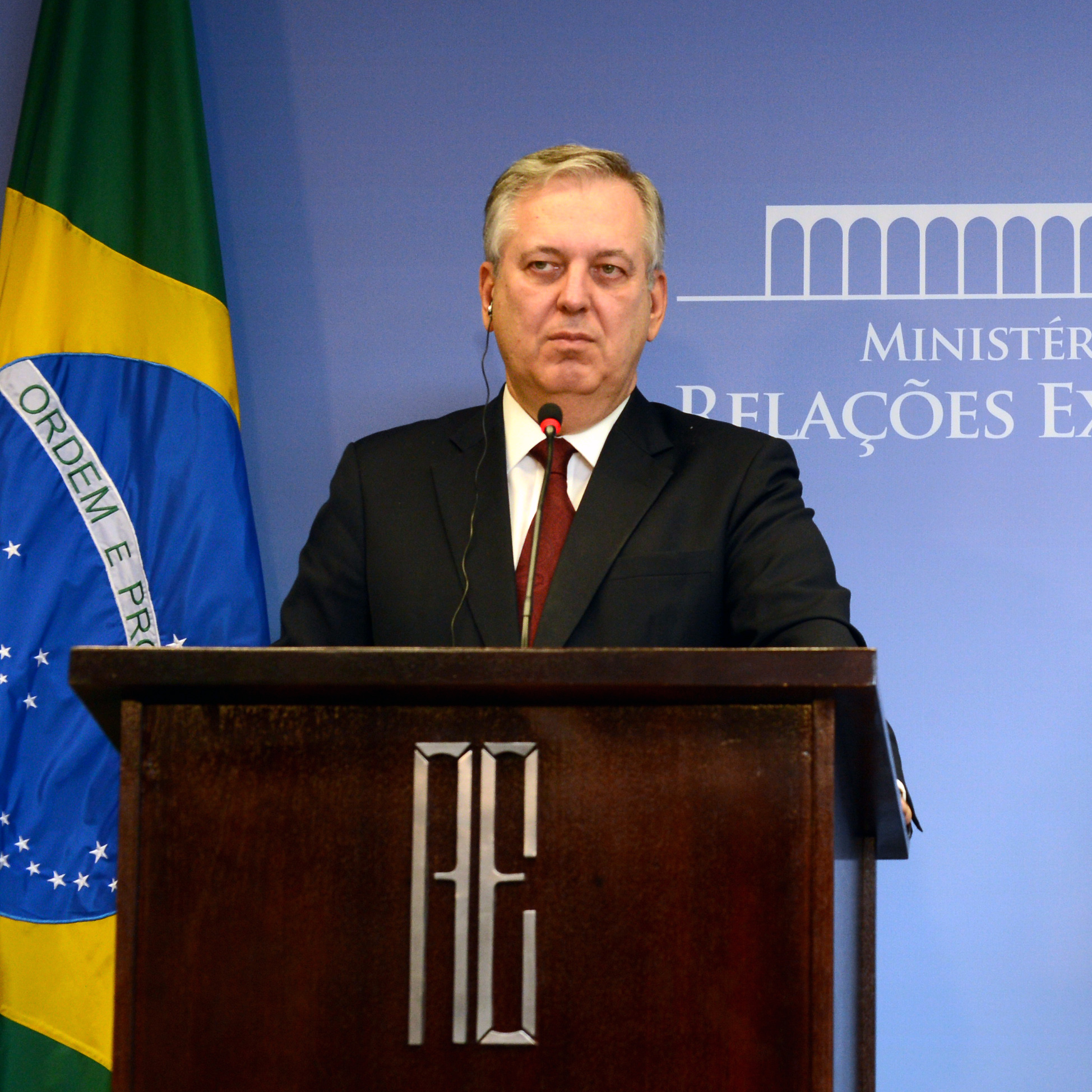
O ministro das Relações Exteriores, embaixador Luiz Alberto Figueiredo durante entrevista coletiva em 2013.

Foi Ministro das Relações Exteriores até dezembro de 2014.

#### Retirada do embaixador brasileiro de Israel
O governo brasileiro emitiu um comunicado oficial em 23 de julho de 2014, em que classifica como "inaceitável" a escalada da violência na Faixa de Gaza e informou que chamou o embaixador em Israel "para consulta". 
"O governo brasileiro considera inaceitável a escalada da violência entre Israel e Palestina. Condenamos energicamente o uso desproporcional da força por Israel na Faixa de Gaza, do qual resultou elevado número de vítimas civis, incluindo mulheres e crianças. O governo brasileiro reitera seu chamado a um imediato cessar-fogo entre as partes", dizia o comunicado.
A medida diplomática de convocar um embaixador é excepcional e tomada quando o governo quer demonstrar o descontentamento e avalia que a situação no outro país é de extrema gravidade.
O ministro das Relações Exteriores, Luiz Alberto Figueiredo, afirmou em entrevista à TV Globo, que o Brasil reconhece o direito de defesa de Israel, mas que as ações militares na Faixa de Gaza devem ser feitas com "proporcionalidade". O ministro criticou mortes de crianças e civis e as classificou como "inaceitáveis".
"O Brasil, desde o início, condenou tanto o lançamento de foguetes pelo Hamas, e nós fomos abundantemente claros com relação a isso, como condenamos também a reação de Israel. Nós não contestamos o direito de defesa que Israel tem. É um direito que ele tem. Nós contestamos a desproporcionalidade entre uma coisa e outra. Morreram cerca de 700 pessoas na Faixa de Gaza, a grande maioria delas civis e um número também bastante alto de mulheres e crianças. Isso não é aceitável e é contra isso que nós nos manifestamos", afirmou o ministro.
No dia seguinte à decisão, o Governo Israelense lamentou a decisão do Brasil de chamar para consultas seu embaixador em Tel Aviv, uma decisão que, segundo eles, "não contribui para encorajar a calma e a estabilidade na região" e chamou o país de "anão diplomático" por causa do gesto. De acordo com o jornal "The Jerusalem Post", o porta-voz do ministério das Relações Exteriores de Israel, Yigal Palmor, disse que a atitude do governo brasileiro é "uma demonstração lamentável de como o Brasil, um gigante econômico e cultural, continua a ser um anão diplomático".
Em resposta à declaração, o Ministro Figueiredo disse durante um evento em São Paulo registrado pela rádio CBN.: "Somos um dos 11 países do mundo que têm relações diplomáticas com todos os membros da ONU e temos um histórico de cooperação pela paz e ações pela paz internacional. Se há algum anão diplomático, o Brasil não é um deles". Mas não contestamos o direito de Israel de se defender, jamais contestamos isso. O que contestamos é a desproporcionalidade das coisas".
Após deixar o ministério, atuou como embaixador brasileiro junto ao Catar, Portugal e Estados Unidos.

### Embaixador Extraordinário para a Mudança do Clima
Em 17 de fevereiro de 2023, foi indicado ao cargo de Embaixador Extraordinário para a Mudança do Clima do Brasil. O cargo, ocupado pela última vez em 2010, foi recriado pelo governo Lula a fim de retomar a prioridade da agenda climática na política externa brasileira.